# Eravamo amici/Così come sei
Eravamo amici / Così come sei è il primo singolo su 7" de Dino e i Kings pubblicato nel 1964 dalla ARC. Il lato B del singolo conteneva il rifacimento in lingua italiana del brano statunitense Hey, Good Lookin' di Hank Williams.

## Tracce
Lato A
1. Eravamo amici (testo: Carlo Rossi – musica: Shel Carson Combo - esecuzione: E. Morricone E La Sua Orchestra (musiche), I Cantori Moderni di Alessandroni (cori))

Lato B
1. Dino e i Kings – Così come sei = Good Looking (testo: Paolo Dossena – musica: Hank Williams, Ennio Morricone (arrangiamento))